# Elecciones municipales de Santa Rosa de 2019
Las elecciones en el departamento de Santa Rosa de 2019 tuvieron lugar el 29 de septiembre, junto con las elecciones provinciales. En dicha elección se eligieron intendente municipal y concejales. Estuvieron habilitados para votar 13.473 santarrosinos, repartidos en 44 mesas electorales.
Las candidaturas oficiales se definieron en las elecciones primarias, abiertas, simultáneas y obligatorias (PASO) que tuvieron lugar el 9 de junio de 2019.
La intendente en funciones, Norma Trigo, perdió la intendencia contra la justicialista Flor Destéfanis.

## Resultados

### Elecciones primarias
Las elecciones primarias, abiertas, simultáneas y obligatorias (PASO) tuvieron lugar el 9 de junio de 2019. Se presentaron siete precandidatos a la intendencia por cuatro espacios políticos distintos. Para pasar a la elección general, es requisito sacar más del 3% de los votos, además de ganar la interna del partido al que se representa.
|  | 60,34 % |

|  | 57,27 % |

|  | 38,42 % |

|  | 1,24 % |

|  | 75,93 % |

|  | 33,70 % |

|  | 24,07 % |

|  | 2,04 % |

|  | 1,98 % |

|  | 95,00 % |

|  | 4,04 % |

|  | 0,96 % |

|  | 82,34 % |

|  | 100 % |

### Elecciones generales
Las elecciones generales tuvieron lugar el 29 de septiembre de 2019. El cargo a la intendencia se disputó entre las dos candidatas que lograron superar las elecciones primarias.

#### Intendente
|  | 49,56 % |

|  | 46,26 % |

|  | 95,82 % |

|  | 3,65 % |

|  | 0,53 % |

|  | 84,75 % |

|  | 100 % |

#### Concejales
|  | 48,92 % |

|  | 45,78 % |

|  | 94,70 % |

|  | 4,72 % |

|  | 0,58 % |

|  | 84,75 % |

|  | 100 % |